# المعهد العالي للفنون المسرحية (الكويت)
المعهد العالي للفنون المسرحية هي مؤسسة تعليمية فنية تربوية كويتية تهتم بالفن المسرحي تأسست في العام 1973 بقرار صادر من وزير الاعلام تنفيذاً للمرسوم الأميري بإنشاء المعهد، ثم ألحقت تبعيته إلى وزارة التعليم العالي. والمعهد يتبع حاليا أكاديمية الكويت للفنون الصادرة بالمرسوم 32/2010 هو وتوأمه المعهد العالي للفنون الموسيقية.

## الأقسام
يحتوي المعهد على أربعة أقسام:
1. قسم التمثيل والإخراج المسرحي
2. قسم النقد والأدب المسرحي
3. قسم الديكور المسرحي
4. قسم التلفزيون

## مدة الدراسة
مدة الدراسة في المعهد أربع سنوات أكاديمية، ويمنح الطالب الذي يتم الدراسة بنجاح درجة البكالوريوس في القسم الذي تخرج فيه.

## العنوان
الكويت، السالمية، شارع حمد المبارك، بجوار المدرسة الفرنسية ونادي السالمية الرياضي، قطعة 3.